# Г'ю Варделл-Єрбурґ
Г'ю Варделл-Єрбурґ (англ. Hugh Wardell-Yerburgh, 11 січня 1938 — 28 січня 1970) — британський академічний веслувальник.
Срібний призер Олімпійських Ігор 1964 року в складі розпашної четвірки без стернового.